# Lowell Memorial Auditorium
O Lowell Memorial Auditorium é um auditório interno no centro de Lowell, Massachusetts, nos Estados Unidos. É dedicado aos veteranos de guerra locais.
O local com capacidade para 2.800 pessoas foi construído em 1922 pelo escritório de arquitetura Blackall, Clapp & Whittemore. As paredes externas ostentam os nomes de generais e batalhas famosos, com monumentos de guerras mais recentes no pequeno gramado do auditório.
Eventos comuns incluem concertos, números de comédia, grandes peças e boxe. Anexo ao auditório fica o teatro menor do Merrimack Repertory Theatre.
Em fevereiro de 2014, uma bandeira americana da Guerra Civil foi descoberta no porão. A bandeira foi carregada por Solon Perkins, um tenente do 2º Regimento de Cavalaria de Massachusetts, que foi morto na Batalha de Clinton, Louisiana, em 3 de junho de 1863. Foi doado ao Lowell Memorial Auditorium em 1929 por Mary Sawyer Knapp, e agora está pendurado no Salão das Bandeiras.

## Galeria

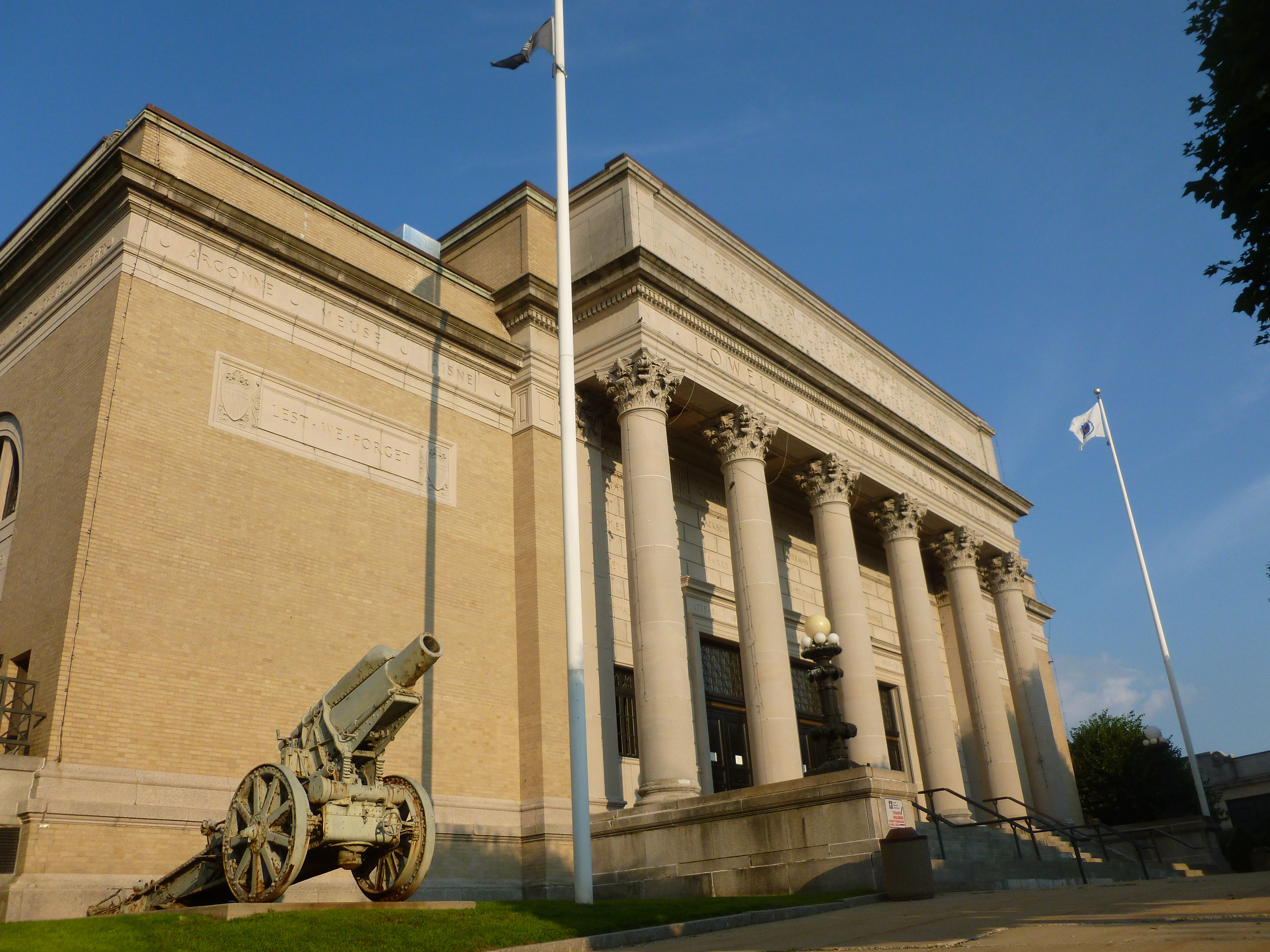
Entrada principal, lados norte e oeste
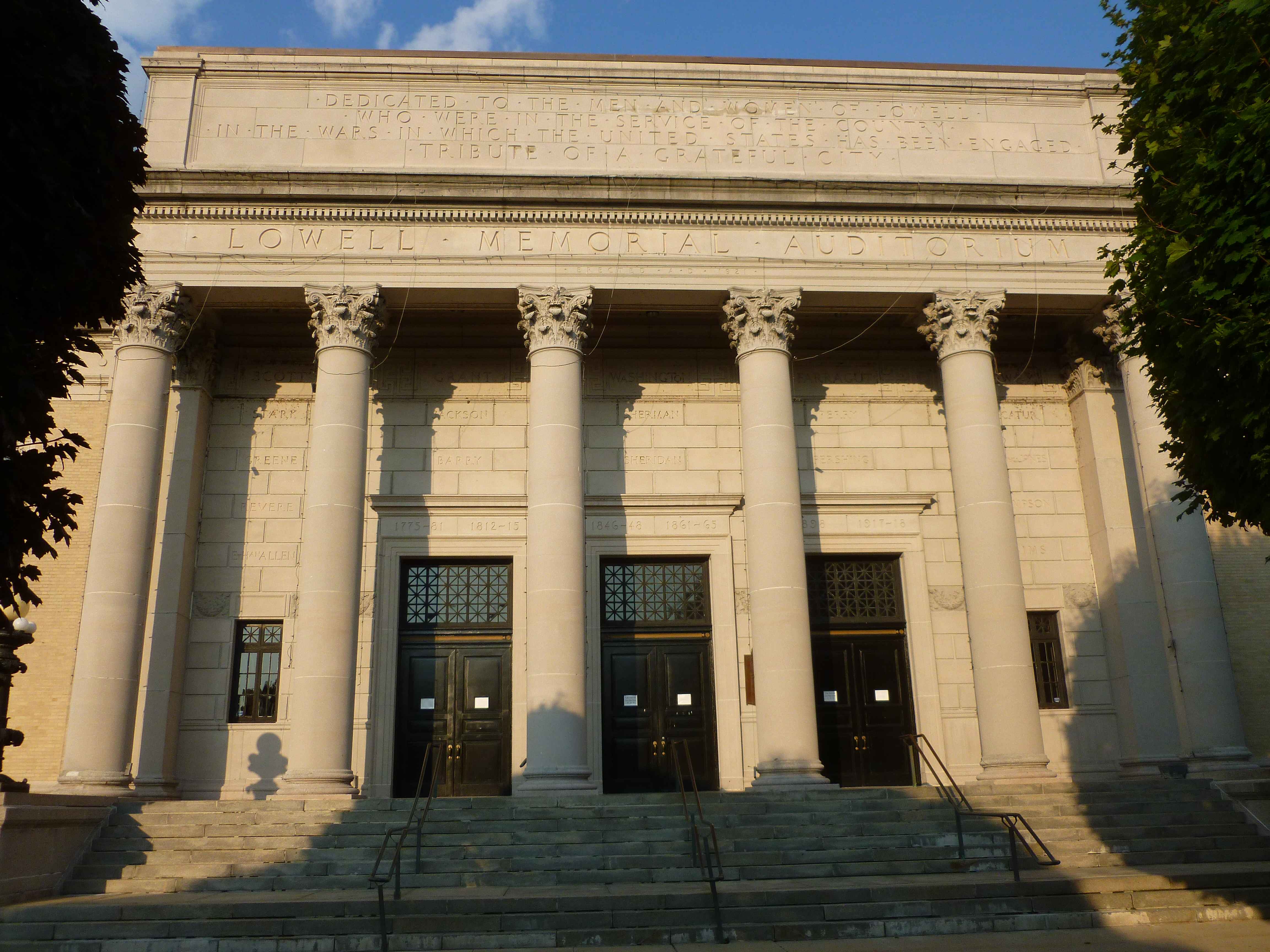
Entrada principal, lado oeste
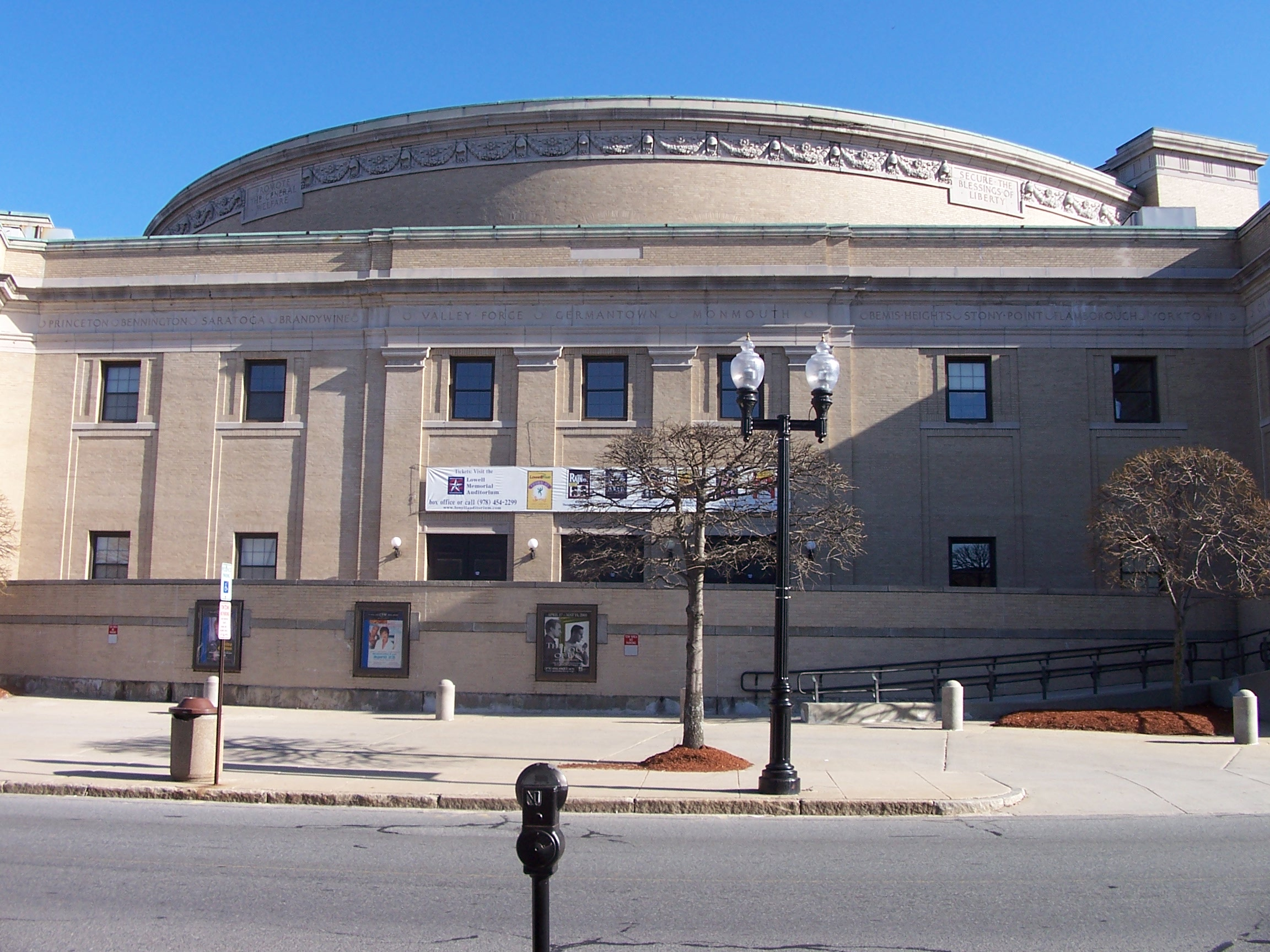
Lado sul
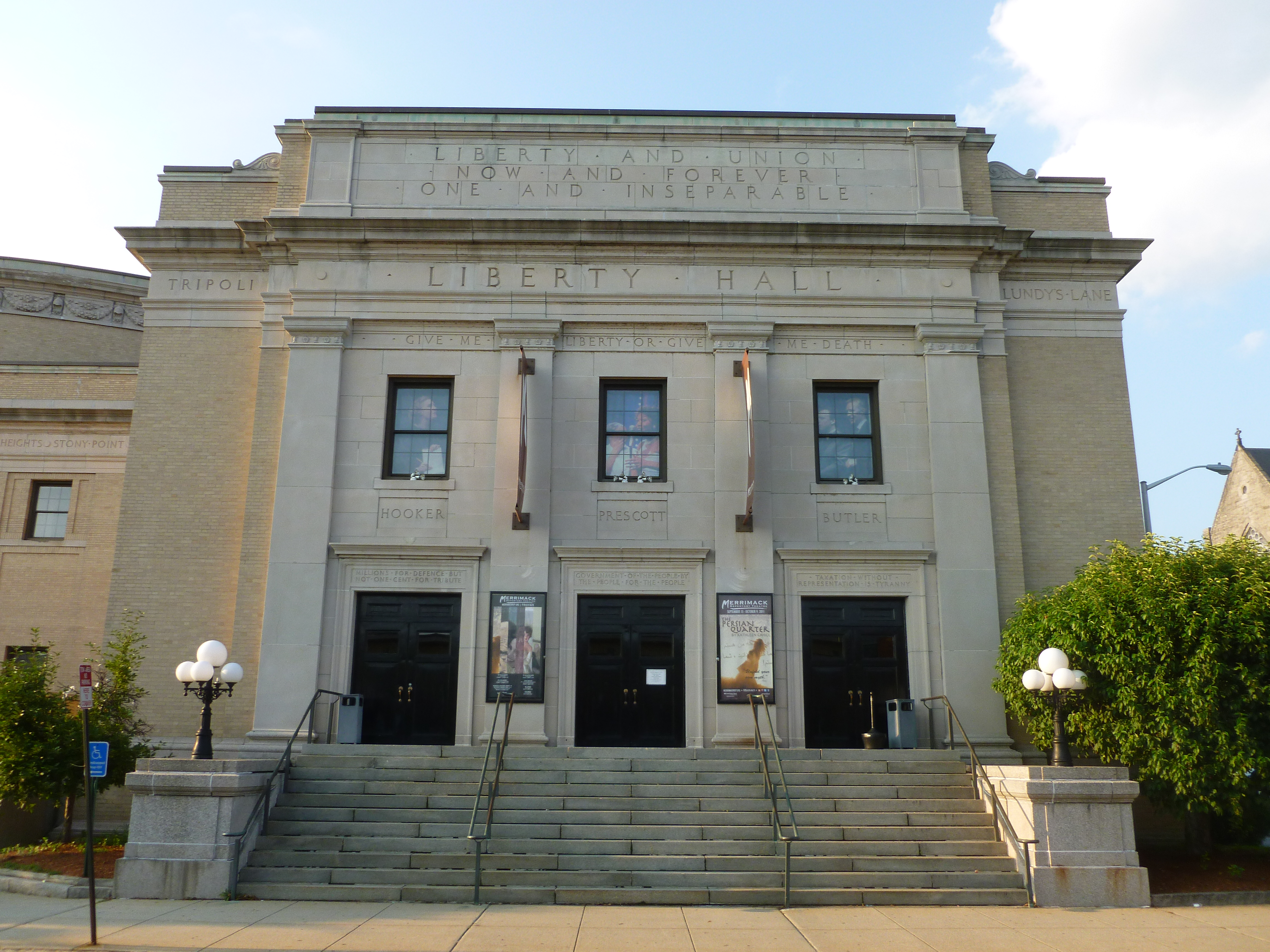
Entrada do Merrimack Repertory Theatre, lado sul